# 日本能率協会総合研究所
株式会社日本能率協会総合研究所（にほんのうりつきょうかいそうごうけんきゅうしょ、英: JMA Research Inc.）は、官公庁の政策立案・計画立案のための調査研究事業と、民間企業のマーケティング、コンサルティングを行う調査研究事業、および、会員制のビジネス情報提供サービス事業（マーケティングデータバンク）を行っている企業。
創業は1942年（昭和17年）。「日本初の経営コンサルティング会社」を名乗る。
もともとは社団法人日本能率協会の中のシンクタンク部門であったが、1984年（昭和59年）に別法人（株式会社）として分離独立した。
略称はJMAR（ジェイマール）。